# Salza (Aude)
Salza (okzitanisch Salzan) ist eine französische Gemeinde mit 28 Einwohnern (Stand 1. Januar 2022) im Département Aude in der Region Okzitanien. Sie gehört zum Arrondissement Narbonne und zum Kanton  Les Corbières.

## Lage
Das Gemeindegebiet ist Teil des Regionalen Naturparks Corbières-Fenouillèdes.
Nachbargemeinden von Salza sind Vignevieille im Osten, Mouthoumet im Südosten, Lanet im Süden und Montjoi im Nordwesten.

## Bevölkerungsentwicklung
| Jahr      | 1962 | 1968 | 1975 | 1982 | 1990 | 1999 | 2013 |
| Einwohner | 28   | 18   | 10   | 20   | 19   | 22   | 18   |

## Persönlichkeiten
- Olivier de Termes (um 1200–1274), Seigneur de Salza